# Димитър Цолов
Димитър Цолов Маринов е български архитект, член-кореспондент на БАН.

## Биография
Арх. Димитър М. Цолов е роден на 28 юли 1896 година в Оряхово. Гимназия завършва в Плевен през 1915 година. Участва в Първата световна война. Заминава за Виена през 1921, за да следва в Художествената академия. Прехвърля се да изучава архитектура в Мюнхен. След завръщането си в България през 1925 година се установява на архитектурна практика в София, където започва работа в съдружие с арх. Иван Васильов. Събира ги родното Оряхово, откъдето произхождат и двамата. Основават архитектурно бюро „Васильов – Цолов“, като са с равни права и задължения. Имената на двамата се свързват с построяването на сгради, без които архитектурната среда на столицата е немислима. Арх. Цолов е преподавател на първите студенти архитекти в Държавната политехника и ръководител на катедра „Жилищни сгради“ (1948 – 1965). Освен преподавателска дейност проф. арх. Димитър Цолов е проектирал и множество жилищни комплекси, жилищни сгради, вили, почивни станции, обзавеждане и мебели за обществени сгради, както и обществени сгради. Най-забележителните сгради, изградени по проект на бюрото, са: Българска народна банка, Министерство на отбраната, Катедралата „Света Неделя“ сградата на Столична община, представителна сграда и столова в Евксиноград, почивен дом на Министерски съвет във Варна – к. к. „Златни пясъци“ и много други.

## Памет
На Димитър Цолов са наречени улиците „Димитър Цолов“ в квартал „Витоша“ (Карта) и „Архитекти Васильов и Цолов“ в „Симеоново“ (Карта) в София.

## Архитектурна дейност

### Осъществени проекти на архитектурно бюро „Васильов – Цолов“
- Дворцовият комплекс в с. Баня, Карловско, 1926 г.
- Театъра на Народната армия в София, 1927 г.
- Занаятчийска банка (сега банка ДСК) в София, 1928 г.
- Катедралата „Света Неделя“ в София, 1929 г.
- Университетска библиотека в София, 1932 г.
- Административната сграда на интендантството при царския дворец (сега Столична община), 1935 г.
- Паметник – Читалище „Надежда“ в град Оряхово, 1934-1935 г.
- Читалище – театър „Развитие“ в град Враца, 1935-1937 г.
- Гвардейски казарми в София, 1937-1939 г.
- Сградата на Българска народна банка в София, 1939 г.
- Административна сграда на фабрика „В. Пеев“ в София, 1939-1945 г.
- Сградата на Министерството на отбраната в София, 1939-1945 г.
- Административна сграда на дружество „Петрол“ в София, 1935-1945 г.
- Университетът в Силистра, 1934-1939 г.
- Народната библиотека „Св. св. Кирил и Методий“ в София, 1940-1953 г.
- Вътрешна къща на бул. „Цар Освободител“ 25а, София, 1932 г.
- Някои жилищни сгради на булевардите „Васил Левски“ и „Цар Освободител“ в гр. София.

### Осъществени архитектурни проекти на арх. Димитър Цолов (самостоятелни или с колектив)
- Хотел „Балкан“ (сега „Шератон“)
- Сградата на бившия Партиен дом (сега канцелария на Народното събрание)
- Домът на Българо-съветската дружба в София
- Българският изложбен павилион в Москва
- Жилищни сгради на ул. „Сан Стефано“ и бул. „Руски“ в София

## Галерия
- Тетевенски исторически музей
- Църквата „Света Неделя“ – София
- Сградата на Българска народна банка
- Сградата на Партийния дом – сега канцелария на Народното събрание